# Opel X16SZ
Der X16SZ ist ein Motor von Opel und wurde von 1993 bis 1996 gebaut.

## Technische Daten
- 4-Takt-Ottomotor
- Bauform: OHC 4 Zylinder in Reihe
- Hubraum: 1,6 l / 1598 cm³
- Hub × Bohrung: 81,5 × 79 mm
- Nockenwellenantrieb: Zahnriemen
- Nockenwellenöffnungswinkel: 254°
- Anzahl der Ventile: 8
- Leistung: 52 kW (71 PS) bei 5000/min.
- Drehmoment: 128 Nm bei 2800/min.
- Verdichtung: 10,0:1
- Abgasnorm: erfüllt EG96 (D3)
- Kraftstoffbedarf ROZ: 91 Oktan / 95 Oktan
- Katalysator: geregelter Katalysator
- Motormanagement: Multec-SZ
- Getriebe: F13

## Nomenklatur der Motorenbezeichnung
| Kürzel | Bedeutung                           |
| ------ | ----------------------------------- |
| X      | D3 Abgasnorm                        |
| 16     | Hubraum × 100 in cm³                |
| S      | Verdichtung zwischen 9,5:1 und 10:1 |
| Z      | Zentraleinspritzung                 |

| Kürzel | Bedeutung                          |
| ------ | ---------------------------------- |
| R      | Version mit erhöhter Leistung      |
| C      | EURO1 Abgasnorm                    |
| N      | Verdichtung zwischen 9:1 und 9,5:1 |
| Z      | Zentraleinspritzung                |
| E      | Einzeleinspritzung                 |

## Haltbarkeit

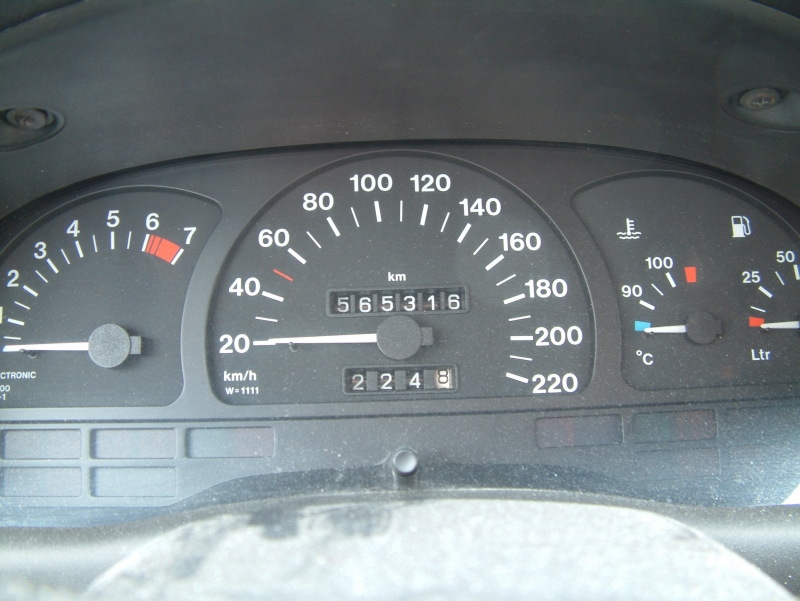
Laufleistung eines X16SZ im Opel Astra (BJ94)

Der Motor gilt im Allgemeinen als sehr robust. Ursache dafür ist der Motorblock, der in unveränderter Ausführung auch bei leistungsstärkeren Motorvarianten zum Einsatz kommt. Ein Beispiel ist der Motor C16SE, der statt einer Zentraleinspritzung (single point injection, Multec) eine Mehrpunkteinspritzung (multi point injection, Multec-M) bietet. Dieser Motor liefert bis zu 74 kW (101 PS) und beansprucht den Motorblock mehr. In der leistungsschwächeren Variante X16SZ hat dies aufgrund geringerer mechanischer und thermischer Belastung eine längere Haltbarkeit zur Folge.

## Geschichte
Verbaut wurde der X16SZ Motor im Astra F und Vectra A. 
Es gab ihn konstruktiv bereits 1987 im Kadett E und Ascona C, sowie 1988 im Corsa A, allerdings als C16LZ (ab Modelljahr 1988 C16NZ) mit schlechterer Abgaseinstufung (Euro 1) und höherer Leistung (55 kW).
Der X16SZ hatte ein um 3 Nm höheres Drehmoment (128 Nm und 125 Nm im C16NZ).
Er sorgte für Beschleunigungswerte von 0 auf 100 km/h in 14, respektive 15 Sekunden. Die Höchstgeschwindigkeit lag im Astra bei 170 km/h bzw. im Vectra bei 173 km/h.

## Produktion
Der Motor wurde von 1993 bis 1996 produziert, mit dem Ziel die Emissionen zu verringern. Die nächste Evolutionsstufe dieses Motors findet sich im X16SZR (55 kW) wieder, die im Vectra A, Vectra B, Astra F und Astra G Verwendung fand. Die Produktion endete im Jahr 2000 aufgrund erhöhter Anforderungen an die Abgasnormen, die mit der Zentraleinspritzung nicht mehr zu bewältigen war.

## Weiterentwicklung
Im Oktober 2000 wurde der Z16SE eingeführt, der immer noch denselben Motorblock hatte. Dieser Motor ist mit einer Mehrpunkteinspritzung ausgestattet, die eine Abgasnorm von D4 ermöglichte. Die Leistung wurde auf 65 kW (87 PS) angehoben. Dieser Motor wurde im Astra G, Meriva A und Combo eingesetzt.

## Leistungssteigerungen
Für den X16SZ bzw. X16SZR halten namhafte Hersteller Tuningpakete bereit, die die Leistung steigern.
Das Spektrum reicht von Sportluftfiltern über Nockenwellen und Schmiedekolben bis zu kompletten renntauglichen Motoren.